# تاناتار
تاناتار (انگلیسی: Tanatar) یک شهرک در شهرستان خایبولینسکی استان باشقیرستان کشور روسیه است.